# Pseudopostega acidata
Pseudopostega acidata là một loài bướm đêm thuộc họ Opostegidae. Nó được Edward Meyrick miêu tả năm 1915. Nó được tìm thấy ở the Rio Grand Valley of miền nam Texas và miền nam Ecuador.
Chiều dài cánh trước là 2.7–4.1 mm. Con trưởng thành bay vào tháng 6 (in Ecuador) và từ tháng 9 đến tháng 11 (ở miền nam Texas).